# 稲荷神社 (さいたま市北区別所町)

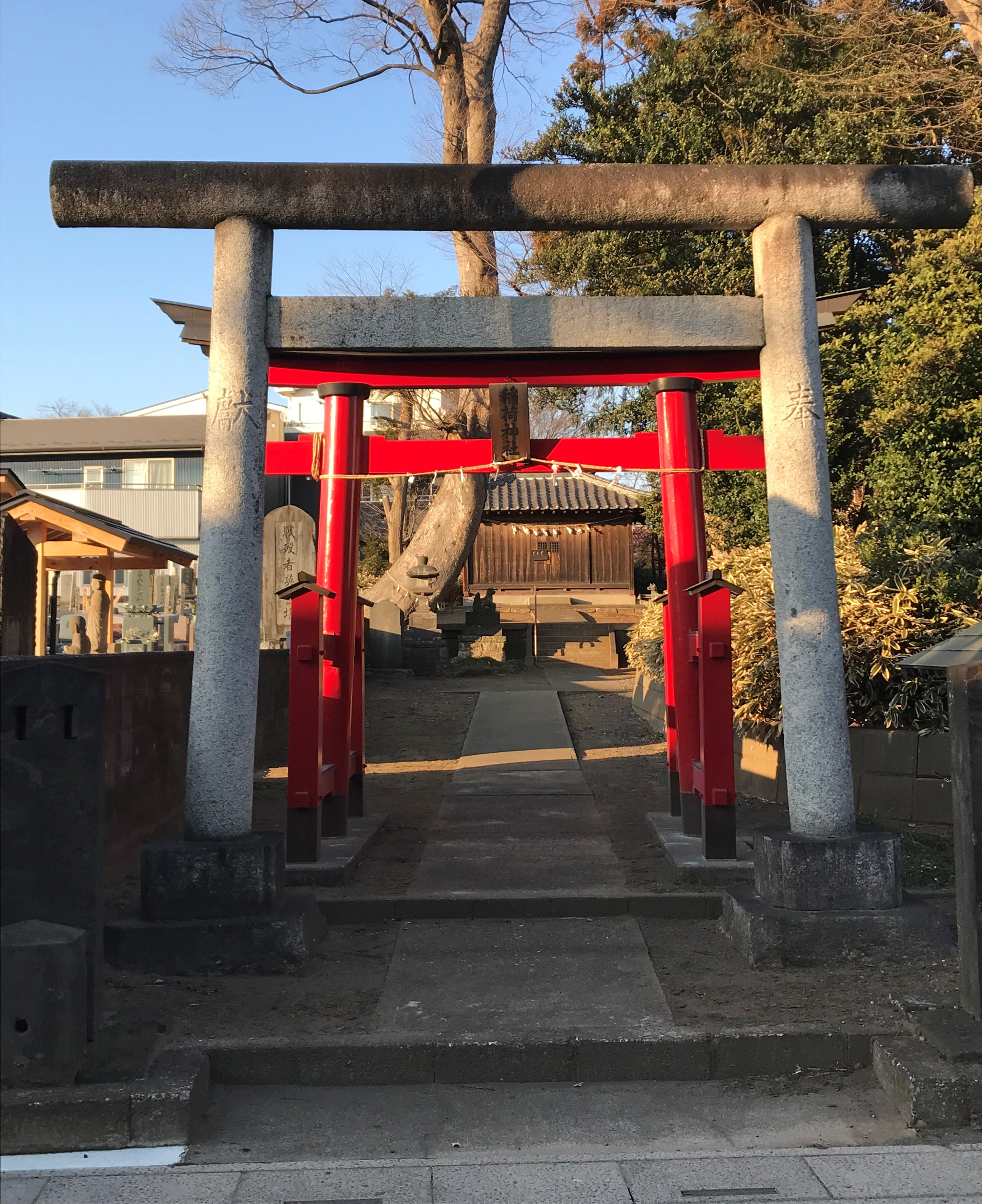
鳥居

稲荷神社（いなりじんじゃ）は、埼玉県さいたま市北区の神社。

## 歴史
創建年代は不明である。当初は「三十番神社」という名称であった。明治初期の神仏分離に際し、神仏習合色が濃い三十番神から倉稲魂命に祭神を変更し、「稲荷神社」に改称した。なお現在の稲荷神社の境内社に「三神社」がある。恐らくは、三十番神社の境内社だった「稲荷社」を本社とし、逆に三十番神社を境内社「三神社」として入れ替えたものと推測される。
1873年（明治6年）、稲荷神社は近代社格制度に基づく「村社」に列せられたが、1907年（明治40年）の神社合祀により、諏訪社（現・南方神社）に合祀されてしまった。ただし、この合祀は書類上のもので、社殿と祭祀はそのまま残り続いていた。戦後の1957年（昭和32年）に復祀（再興）された。

## 交通アクセス
- 上尾駅より徒歩25分。